# Élections européennes de 2004 à Chypre

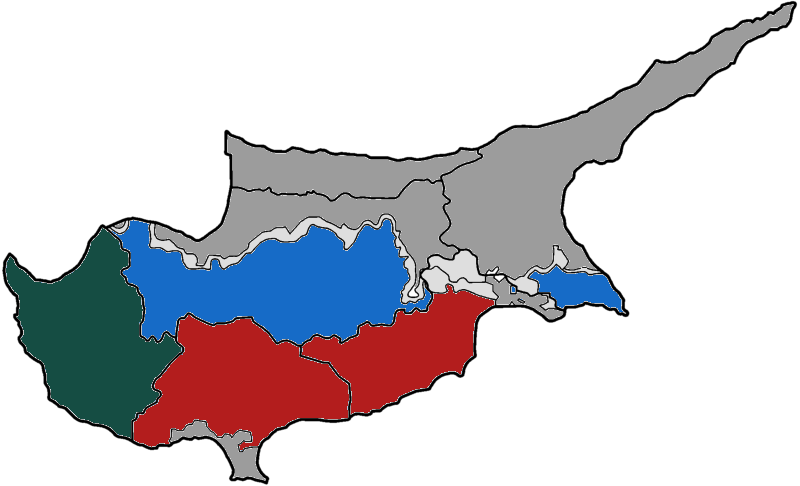
Carte des résultats des élections européennes à Chypre en 2004

Les élections européennes se sont déroulées le dimanche 13 juin 2004 en Chypre pour désigner les 6 députés européens au Parlement européen, pour la législature 2004-2009.

## Résultats
|                     | Voix    | %    |
| ------------------- | ------- | ---- |
| Ayant droit         | 483 311 |      |
| Affluence aux urnes | 350 387 | 72,5 |
| Votes valables      | 334 268 | 95,4 |

| Parti                   | Sigle  | Voix    | %    | Sièges |
| ----------------------- | ------ | ------- | ---- | ------ |
| Rassemblement démocrate | DISY   | 94.355  | 28,2 | 2      |
| AKEL                    | AKEL   | 93.212  | 27,9 | 2      |
| Parti démocrate         | DIKO   | 57.121  | 17,1 | 1      |
| Pour l'Europe           | GTE    | 36.112  | 10,8 | 1      |
| Autres                  | Autres | 53.468  | 16,0 |        |
| Total                   | Total  | 334.268 | 100  | 6      |

## Députés élus
dans l'ordre alphabétique (mars 2009)
1. Adamos Adamou, groupe confédéral de la Gauche unitaire européenne/Gauche verte nordique
2. Panayiotis Demetriou, groupe du Parti populaire européen (Démocrates-chrétiens) et des Démocrates européens
3. Ioánnis Kasoulídis, groupe du Parti populaire européen (Démocrates-chrétiens) et des Démocrates européens
4. Marios Matsakis, groupe Alliance des démocrates et des libéraux pour l'Europe
5. Yiannakis Matsis, (GTE), groupe du Parti populaire européen (Démocrates-chrétiens) et des Démocrates européens
6. Kyriacos Triantaphyllides, groupe confédéral de la Gauche unitaire européenne/Gauche verte nordique